# Yudel Johnson
Yudel Johnson est un boxeur cubain né le 6 juin 1981.

## Carrière
Aux Jeux olympiques d'été de 2004, il combat dans la catégorie des super-légers et remporte la médaille d'argent, battu en finale par Manus Boonjumnong.